# Amboinasittich
Der Amboinasittich (Alisterus amboinensis), auch als Amboina-Königssittich bezeichnet, ist eine Papageienart aus der Gattung der Königssittiche (Alisterus). Neben der Nominatform Alisterus amboinensis amboinensis werden die fünf Unterarten Alisterus amboinensis sulaensis, Alisterus amboinensis versicolor, Alisterus amboinensis buruensis, Alisterus amboinensis hypophonius und Alisterus amboinensis dorsalis unterschieden.

## Merkmale
Die Nominatform erreicht eine Größe von 35 Zentimetern. Die Flügellänge beträgt 200 bis 215 mm. Kopf, Kehle, Brust und Unterbauch sind rot. Der Flügelbug, die kleine Flügeldecken, der Nacken, der Rücken, der Bürzel, die Oberschwanzdecken und die Unterflügeldecken sind blauviolett. Das übrige Flügelgefieder ist grün. Die Unterschwanzdecken sind schwarz mit breiten roten Säumen. Die Schwanzoberseite ist schwarz mit einer kräftigen violettblauen Tönung. Die Schwanzunterseite ist grauschwarz mit breiten rosa Rändern an den Innenfahnen der drei äußeren Federn. Um die orange Iris verläuft ein dunkelgrauer Augenring. Der Oberschnabel ist schwarz mit einer orangen Basis. Die Füße sind grau. Die Geschlechter sehen gleich aus. Bei den immaturen Vögeln ist der Rücken grün. Der Oberschnabel ist braunschwarz, der Unterschnabel rötlich. Um die dunkle Iris verläuft ein weißer Augenring. Im Alter von 12 Monaten haben die Jungvögel das Erwachsenengefieder erreicht. 
Der Sula-Königssittich (Alisterus a. sulaensis) erreicht eine Größe von 34 Zentimetern und eine Flügellänge von 187 bis 197 mm. Über dem Oberrücken verläuft ein variables grünes Band. Bei den Schwanzfedern fehlt der hellrosa Saum. 
Der Peleng-Königssittich (Alisterus a. versicolor) erreicht eine Größe von 33 Zentimetern. Die Flügellänge beträgt 174 bis 205 mm und die Schwanzlänge bis 190 mm. Die Schwanzfedern haben keinen hellrosa Saum wie bei der Nominatform. 
Der Buru-Königssittich (Alisterus a. buruensis) ist 36 Zentimeter groß und hat eine Flügellänge von 203 bis 288 mm. Über den blauen Oberrücken verläuft ein variables grünes Band. Die äußeren Schwanzfedern zeigen breite blassrosa Säume, die nächsten beiden Schwanzfedern haben schmale Ränder. Der Schnabel ist komplett schwarz. 
Der Halmahera-Königssittich (Alisterus a. hypophonius) erreicht eine Größe von 34 Zentimetern und eine Flügellänge von 186 bis 201 mm. Die Rosafärbung an den Rändern der Schwanzfedern fehlt. Die kleinen Flügeldecken sind dunkelblau. Die übrigen Flügelfedern sind schwarz-blau. 
Der Salawati-Königssittich (Alisterus a. dorsalis) ist mit einer Größe bis 33 Zentimeter und einer Flügellänge von 175 bis 193 mm die kleinste Unterart. Die Schwanzfedern sind nicht rosa umrandet. Die roten Federn sind dunkler als bei den anderen Unterarten.

## Verbreitung

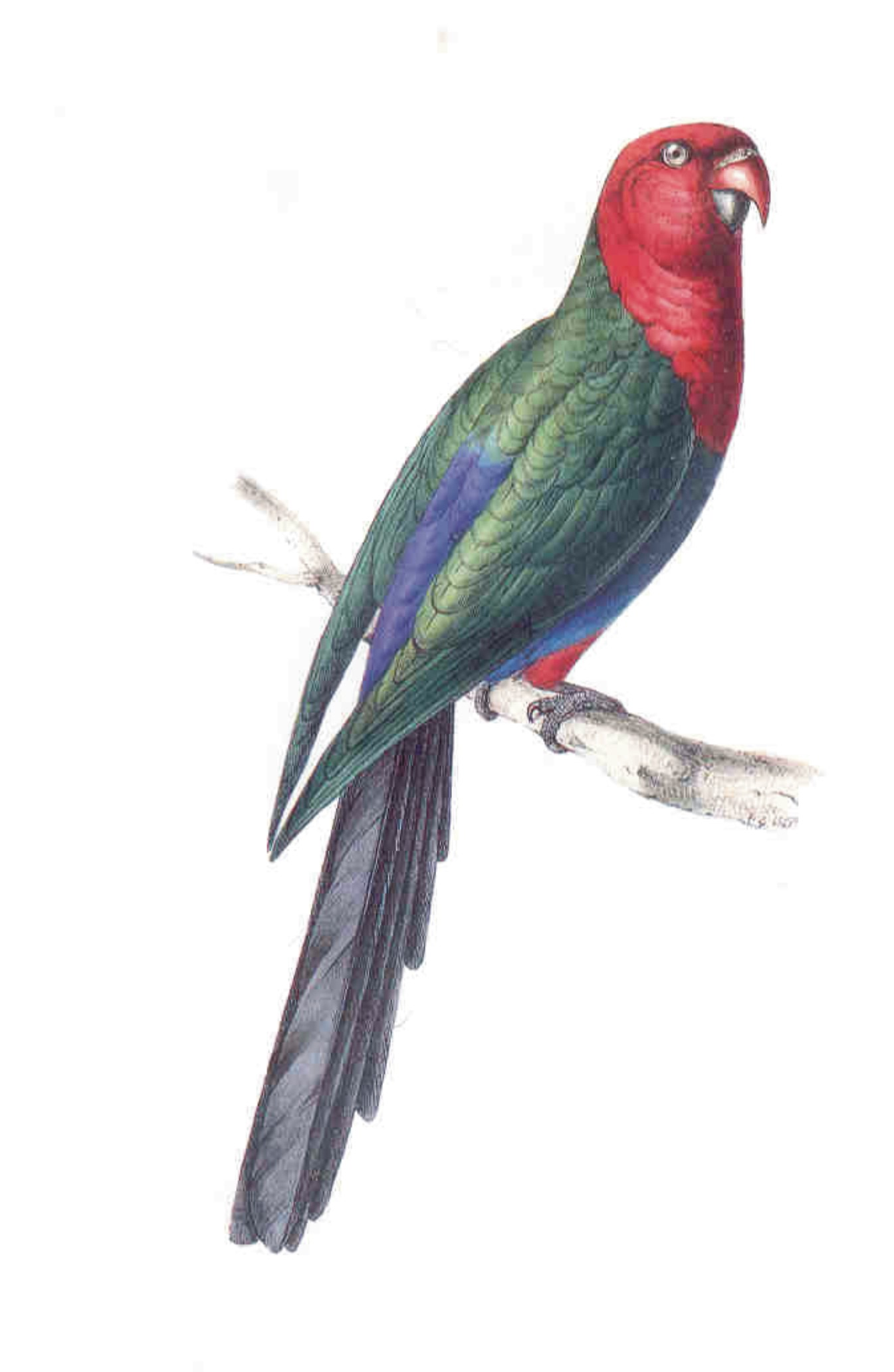
Lithographie eines Amboinasittich, gezeichnet von William Swainson (1789–1855) für den ersten Band der Zoological Illustrations

Das Verbreitungsgebiet reicht von Ambon und Seram (Alisterus a. amboinensis), über die Sula-Inseln (Alisterus a. sulaensis), Peleng (Alisterus a. versicolor), Buru (Alisterus a. buruensis), Halmahera (Alisterus a. versicolor) bis nach Salawati, Waigeo, Gemien Island, Batanta, dem nordwestlichen Papua-Neuguinea (östlich des Weyland-Gebirges) sowie Westneuguinea (Alisterus a. dorsalis).

## Lebensraum
Der Amboinasittich bewohnt meist Flachlandländer, aber auch Gebirgswälder in mittleren Lagen bis 1450 m.

## Lebensweise
Der Amboinasittich geht gewöhnlich einzeln oder paarweise auf Nahrungssuche. Er ist unauffällig. Bevorzugt werden die unteren und mittleren Bereiche der Bäume. Oft wird er erst bemerkt, wenn er schrill pfeifend davonfliegt. Bei der Nahrungsaufnahme ist er geräuschlos. Der Flug ist gerade mit starken, rhythmischen Flügelschlägen. Der Ruf besteht aus schrillen Pfeiftönen. Die Nahrung besteht aus Samen der Eichen sowie aus Früchten, Beeren und Knospen. Die Brutzeit ist zwischen und Februar und April. Angaben zum Fortpflanzungsverhalten basieren auf wenigen Aufzeichnungen. So wurde auf Neuguinea ein Nest in einem abgestorbenen Baum entdeckt und auf Seram wurden zwei Jungen in einem Nest beobachtet. Die Eier haben eine Größe von 33,4 × 26,1 mm.

## Bestand und Gefährdung
Angaben zur Größe der Population liegen nicht vor. Er wird als nicht häufig beschrieben. Örtlich ist er durch Wildfänge für den Tierhandel gefährdet. BirdLife International stuft ihn in die Kategorie „nicht gefährdet“ (least concern) ein. 